# Ислам (имя)
Ислам, Аль-Ислам (араб. إسلام‎) — мужское имя арабского происхождения.
Имя означает приверженность к мусульманской вере, мусульманина. Переводится с арабского языка как «преданный вере / Аллаху», «покорность (вере)».
Распространено среди народов Северного Кавказа (кабардинцев, даргинцев, кумыков, осетинов, чеченцев, ингушей и других), а также башкир, татар и казахов.
Имя является компонентом в двухсоставных именах, как Садрулислам, Сайфулислам и других. Вариант с артиклем распространен среди арабоязычного населения.
Распространённое имя у казахов. 

## Производные
- Фамилия Исламов, представляющая собой патроним от имени отца (то есть фактически — отчество).
- Компонент некоторых сложносоставных имён, таких, как (Исламбек, Исламгул, Исламей, Шагирислам и др.)
- Компонент названий некоторых деревень: Исламово, (от русифицированного башкирского имени Ислам, связанного с личностью Ислама Ишкуватовича Зянакова), Русское Исламово и Татарское Исламово (в Татарстане).